# Буор-Юрях (нижний приток Алазеи)
Буо́р-Юря́х (также Буор-Юрэх) — река в России, протекающая по Среднеколымскому улусу Якутии. Правый приток реки Алазея (бассейн Восточно-Сибирского моря). Длина реки составляет 144 км. Площадь водосборного бассейна — 5170 км².
Река берёт начало на стыке Колымской низменности и Алазейского плоскогорья на высоте более 145 метров над уровнем моря. Река очень активно меандрирует, течёт преимущественно на северо-восток почти параллельно Алазеи. В бассейне большое число озёр, крупнейшие — Балыма и Илька. Через некоторые озёра Буор-Юрях протекает. В ландшафте преобладает лесотундра с доминирующей лиственницей. Впадает в Алазею в 1012 км от её устья по правому берегу на высоте менее 18 м над уровнем моря, около озера Никольское. Ширина в нижнем течении — 22 м при глубине 2 м; скорость течения в низовьях составляет 0,1 м/с. Населённых пунктов на реке нет. Замерзает с первой половины октября до начала июня. Основной приток — река Рассоха длиной 102 км (правый).

## Данные водного реестра
По данным государственного водного реестра России и геоинформационной системы водохозяйственного районирования территории РФ, подготовленной Федеральным агентством водных ресурсов:
- Бассейновый округ — Ленский
- Речной бассейн — Алазея
- Речной подбассейн — нет
- Водохозяйственный участок — Реки бассейна Восточно-Сибирского моря (включая реку Алазея) от границы бассейна реки Индигирка на западе до границы бассейна реки Колыма на востоке
- Код водного объекта — 18060000112117700071849